# Tururu
Tururu è un comune del Brasile nello Stato del Ceará, parte della mesoregione del Norte Cearense e della microregione di Uruburetama.
Con un'altitudine di 101 metri sul livello del mare ed un'area di 192.548 km², il comune di Tururu si trova a 107 km dalla capitale e confina a nord con Trairi, a sud con Umirim e Uruburetama, a est con Trairi e Umirim e ad ovest con Itapipoca.
Il comune di Tururu ha 3 distretti. Cemoaba, che dista 18 km dalla sede centrale, Conceição dos Caetanos, che si trova a 11 km dalla sede centrale e Gavião che è situato a 7 km dalla sede centrale.

## Toponomastica
Il suo nome in tupi vuol dire luogo delle lumache.
Secondo un'altra teoria, Tururu sarebbe sempre una parola di origine indigena che corrisponde ad un uccello della famiglia degli Anatidi che in italiano viene chiamato "Gobbo Mascherato". Il nome di questo uccello, in uno dei suoi numerosi sinonimi in portoghese-brasiliano, è detto "marreca tururu". Secondo quest'ultima spiegazione, la parola Tururu in lingua tupi-guaranì significherebbe "gonfio e umido". Una leggenda popolare dice infatti che Tururu sorge vicino ad una laguna dove abitavano numerose anatre che emettevano diversi suoni: tui-uiu iuu o tu-ru-tu-ru; da qui venne il nome Tururu.
Scrive a tale proposito José Vadinéi Soares "[...] nella Cantina di mio padre, in cui ho ascoltato grandi storie, di grandi abitanti del nostro Comune: Padre Arnaldo, Dona Diarina e Grislédia (vicini e persone molto speciali nella mia vita personale e professionale), Sr. "Belo" (il fabbro), Dona "Mundica" (la mia vicina ed educatrice), Dona "Laís Farias" (una grande educatrice nel nostro Comune, casa sua fu la nostra prima biblioteca condivisa a Tururu), il sig. "Pedro da Rua" (ex sindaco), il sig. Pedro Leitão, Dona "Piroca" (prima televisione pubblica), Dona Ermita Chaves, tutti registrati nella storia di Tururu, così come Maria Ramos, il signor Abner (ex sindaco), José Bastos (mio nonno) e il signor Pedro Batista, come tanti altri che hanno conosciuto la nostra Lagoa do Felipe come meta turistica, [...] dove la vecchia strada andava verso la comunità quilombola di Água Preta, Mundo Novo, Fortaleza. [...] Vale la pena ricordare che questa stessa laguna, precedentemente bella e "vivace", era dove nacque il toponimo di Tururu (CE). Oggi, purtroppo, la nostra Lagoa do Felipe non è più bella o vivace, le passeggiate sono finite, così come i bagni e la pesca. Attualmente vivo in una Tururu molto diversa, rispetto al toponimo di "Terra delle lumache" [...] L'origine del nome "Tururu" non proviene più da un uccello, dalla sua canzone, dalla Lagaguna, dai Paturi, dal Tupi-Guarani, dal Dizionario Aurélio, dagli Anatidi".

## Storia
Le origini ufficiali di Tururu risalgono al XVIII secolo, e sono conosciute in base agli atti di cessione della sesmaria (istituto giuridico portoghese che regolava la distribuzione dei terreni per la produzione agricola utilizzato anche per le colonie brasiliane) di Gabriel Christóvão de Menezes. Il sesmeiro (in Brasile, il sesmeiro era il detentore della sesmaria) Francisco da Rocha Ferreira menziona l'acquisizione della citata sesmaria: "Dice Francisco da Rocha Ferreira, residente nella Fazenda di São Pedro, alla fine di Villa de Sobral, di cui possiede una proprietà terriera [...] in cui si trova l'additivo Fazenda, che è stato acquistato da Gabriel Christóvão de Menezes ". Il podere venne ceduto nel 1803 e passò di mano in mano fino ad arrivare alle famiglie Moreira e Freitas, attorno alle quali si sarebbe formato l'insediamento.
Mediante l'intervento di Francisco Theotime Maria de Vasconcelos (padre Theotime), nato a Santana do Acaraú, eletto deputato dell'Assemblea provinciale del Ceará, Tururú entrò a far parte distretto di Arraial, comune di Imperatriz.
Venne elevato a Città di Tururu con la legge n. 2.070, del 2 agosto 1884.
Con una legge del 17/05/1892, venne creato il distretto di polizia nel luogo "Tururú". In questa stessa legge, fu nominato il cittadino Agostinho Escossio Drumond, per l'incarico di "vice ufficiale di polizia del distretto di Tururú". Secondo i dati IBGE (Istituto Brasiliano di Geografia e Statistica), questa data è anche legata alla creazione del distretto di "Tururú", che era "subordinato al comune di São João di Uruburetama".
Fu elevato alla categoria di Comune, con il nome di Tururu, dalla Legge di Stato n ° 6383, del 07/04/1963, essendo smembrato dal municipio di Uruburetama. Tuttavia, tale legge fu soppressa, prima dell'attuazione, con la legge n. 8.339, del 14/12/1965. Venne finalmente creato Comune con la Legge n. 11.334 del 19 giugno 1987. Le nuove normative prevedevano che il municipio si componesse di due distretti: Tururu (Sede) e Cemoaba, entrambi separati da Uruburetama .
Il 01/01/1989 il Comune di Tururu era realtà. Con la legge municipale n. 43 del 26/03/1990, venne stato creato il distretto di Conceição dos Caetanos; il Comune era perciò costituito da tre distretti: Tururu (quartier generale), Cemoaba e Conceição.
Nel 2000, il comune è stato oggetto delle riprese cinematografiche che riguardano le scene finali del film "Eu Não Conhecia Tururu", diretto da Florinda Bolkan, un lungometraggio (inedito in Italia), da lei anche coprodotto, scritto e interpretato.
A seguito della legge municipale n. 16 del 10/09/2001, è stato creato il distretto di São Pedro do Gaviã. Dal 2005 la Divisione Territoriale del municipio conta pertanto 4 distretti.
Durante la sua storia, il comune di Tururu è già stato governato da 6 ex sindaci: Pedro Domingos de Sousa; Abner Porfírio Sampaio; José Galdino Albuquerque; João Moreira Mendonça; Raimundo Nonato Barroso Bonfim e Francisco Antônio Cidrão Moraes.
Il Comune di Tururu è guidato dal sindaco Francisca Hilzete Malveira Batista, che è stata eletta nel novembre 2020.